# Tim Curry

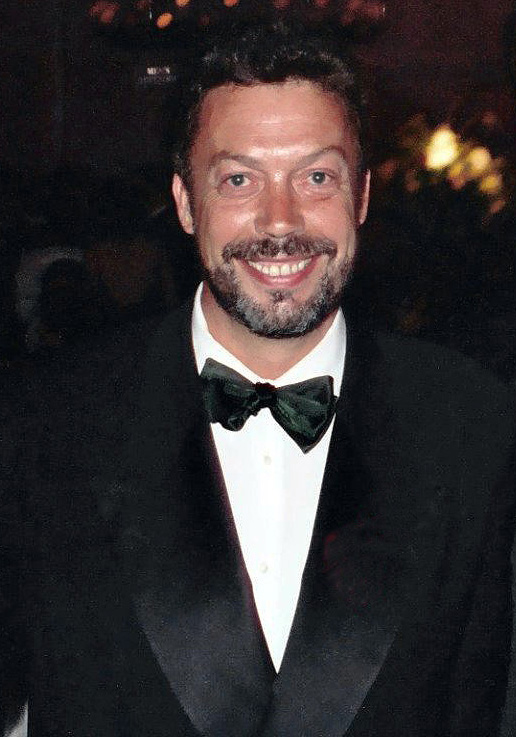
Tim Curry (1994)

Timothy James „Tim“ Curry (* 19. April 1946 in Grappenhall, Gemeinde Warrington) ist ein britischer Schauspieler, Synchronsprecher, Sänger und Songschreiber. Er wurde vor allem in der Rolle des Dr. Frank N. Furter in The Rocky Horror Picture Show aus dem Jahr 1975 bekannt.

## Leben
Tim Curry wurde 1946 in der englischen Grafschaft Cheshire geboren. Der Sohn eines Methodisten-Kaplans studierte Drama und Anglistik an den Universitäten Cambridge und Birmingham.
Seinen ersten Erfolg feierte Curry 1968 mit dem Musical Hair, bei dem er Richard O’Brien kennenlernte. Dem Engagement folgten Anstellungen bei der Royal Shakespeare Company, der Glasgow Civic Repertory Company und dem Royal Court Theatre. In letzterem spielte er erstmals die Rolle des von Richard O’Brien kreierten exzentrischen Wissenschaftlers Dr. Frank N. Furter in The Rocky Horror Show, mit der er durch die Verfilmung von Jim Sharman als The Rocky Horror Picture Show im Jahr 1975 berühmt wurde.
Es folgten zahlreiche Filme, beispielsweise Stephen Kings Es (1990), in dem er als dämonischer Clown Pennywise zu sehen ist. Daneben arbeitete er auch als Sänger und Komponist und veröffentlichte vier Alben; das erste Read My Lips (1978) enthielt den Song Sloe Gin. Die beiden Singleauskopplungen I Do the Rock und Paradise Garage aus dem Album Fearless konnten sich im Folgejahr in den US-Charts platzieren.
Seine prägnante Stimme war auch bei Produzenten von Trickfilmen und Hörbüchern gefragt. So sprach er 2012 in dem mit einem Audie Award ausgezeichneten Audible-Hörbuch Dracula die Partie des Prof. van Helsing. Zudem wirkte er als Sprecher in Computerspielen wie etwa Toonstruck oder Gabriel Knight mit. Im Jahr 2004 spielte er eine Gastrolle in der amerikanischen Krimiserie Monk; 2005 trat er am Broadway in dem Musical Spamalot, das auf dem Monty-Python-Film Die Ritter der Kokosnuß basiert, als König Artus auf. Von Oktober 2006 bis Januar 2007 spielte er diese Rolle im Palace Theater in Londons West End.
Im Jahr 2008 übernahm er die Rolle des fiktiven sowjetischen Premierministers Cherdenko für die Realfilm-Zwischensequenzen in dem Computerspiel Command & Conquer: Alarmstufe Rot 3. Ein Jahr später sprach Curry den Imperator Doviculus, den Erzfeind der Hauptfigur Eddie Riggs (gesprochen von Jack Black) im Videospiel Brütal Legend. Für das Rollenspiel Dragon Age: Origins (2009) war er ebenfalls als Synchronsprecher tätig. Auch lieh er seine Stimme – nach dem Tod seines Vorgängers Ian Abercrombie – dem Sith-Lord und politischen Intriganten Palpatine in der computeranimierten Fernsehserie Star Wars: The Clone Wars.
Curry erlitt im Juli 2012 einen Schlaganfall. Seitdem nutzt er einen Rollstuhl. Er lebt in Los Angeles.

## Deutsche Synchronsprecher
Tim Curry hat keinen festen Stammsprecher; am häufigsten wurde er bisher aber von Thomas Fritsch (seit 1988 zehnmal) und Lutz Mackensy (seit 1991 viermal) synchronisiert.

## Filmografie (Auswahl)

### Als Schauspieler
- 1975: The Rocky Horror Picture Show
- 1978: Der Todesschrei (The Shout)
- 1980: Times Square – Ihr könnt uns alle mal (Times Square)
- 1982: Oliver Twist
- 1982: Annie
- 1985: Legende (Legend)
- 1985: Blue Money
- 1985: Alle Mörder sind schon da (Clue)
- 1986: The Worst Witch (Fernsehfilm)
- 1989: Die Tracey Ullman Show (The Tracey Ullman Show, Fernsehserie, Folge 3x11)
- 1989: Kampf gegen die Mafia (Wiseguy, Fernsehserie)
- 1990: Jagd auf Roter Oktober (The Hunt for Red October)
- 1990: Stephen Kings Es (Stephen King’s It, Fernsehfilm)
- 1991: Oscar – Vom Regen in die Traufe (Oscar)
- 1992: Kevin – Allein in New York (Home Alone 2: Lost in New York)
- 1993: Loaded Weapon 1
- 1993: Roseanne (Fernsehserie, 2 Folgen)
- 1993: Geschichten aus der Gruft (Tales from the Crypt, Fernsehserie, Folge 5x01 Death of Some Salesmen)
- 1993: Die drei Musketiere (The Three Musketeers)
- 1994: Shadow und der Fluch des Khan (The Shadow)
- 1994: Earth 2 (Fernsehserie, 4 Folgen)
- 1995: Congo
- 1996: Muppets – Die Schatzinsel (Muppet Treasure Island)
- 1996: Titanic (TV-Zweiteiler)
- 1996: Lover’s Knot – Eine Liebe mit Hindernissen (Lover’s Knot)
- 1997: Lexx – The Dark Zone (Folge 2, Super Nova)
- 1997: McHale’s Navy (McHale’s Navy)
- 1998: Addams Family – Und die lieben Verwandten (Addams Family Reunion)
- 1999: Der Pirat aus der Vergangenheit (Pirates of the Plain)
- 2000: Sorted
- 2000: 3 Engel für Charlie (Charlie’s Angels)
- 2001: Attila – Der Hunne (Attila, Miniserie)
- 2001: Wolfgirl (Wolf Girl, Fernsehfilm)
- 2001: Scary Movie 2
- 2002: Das Ritual – Im Bann des Bösen (Ritual)
- 2004: Kinsey – Die Wahrheit über Sex (Kinsey)
- 2004: Monk (Fernsehserie, Folge 2x16 Mr. Monk Goes to Jail)
- 2005: Valiant
- 2007: Chaos unterm Weihnachtsbaum (Christmas in Wonderland)
- 2007: Psych (Fernsehserie, Folge 2x01 American Duos)
- 2008: Der Tod wartet (Agatha Christie’s Poirot; Fernsehserie, Folge 11x4, Appointment with Death)
- 2008: Das Geheimnis der Mondprinzessin (The Secret of Moonacre)
- 2008: The Color of Magic – Die Reise des Zauberers (The Color of Magic, Fernsehfilm)
- 2009: Alice im Wunderland (Alice, Fernsehzweiteiler)
- 2010: Criminal Minds (Fernsehserie, Folgen 5x23, 6x01)
- 2010: Burke & Hare
- 2010: Wolf Sheep
- 2016: The Rocky Horror Picture Show: Let’s Do the Time Warp Again (als Erzähler)
- 2017: Long Drive Home (Stimme von Monster Head AD)
- 2024: Stream

### Als Synchronsprecher
- 1990–1991: Peter Pan und die Piraten (Peter Pan and the Pirates, Zeichentrickserie, 46 Folgen) … als Captain James T. Hook
- 1991–1992: Darkwing Duck (Zeichentrickserie, 3 Folgen) … als Taurus Bulba
- 1991–1993: Prinz Eisenherz (The Legend of Prince Valiant, Zeichentrickserie, 64 Folgen) … als Sir Gawain
- 1991–1996: Captain Planet (Zeichentrickserie, 26 Folgen) … als MAL
- 1992–1994: Arielle, die Meerjungfrau (Zeichentrickserie) (The Little Mermaid, Zeichentrickserie, 4 Folgen) … als Teufelsrochen
- 1992: FernGully – Christa und Zaks Abenteuer im Regenwald (FernGully: The last rainforest, Zeichentrickfilm) … als Hexxor
- 1995: Hubi, der Pinguin (The Pebble and the Penguin) … als Drake
- 1994–1997: Aaahh!!! Monster (Aaahh!!! Real Monsters, Zeichentrickserie, 19 Folgen, verschiedene Rollen)
- 1994–1995: SuperhumanSamurai Syber-Squad (Zeichentrickserie, 54 Folgen) … als Kilokahn
- 1996: Frankenstein: Through the Eyes of the Monster (als Frankenstein)
- 1995–1997: Die Maske (The Mask, Zeichentrickserie, 14 Folgen) … als Pretorius
- 1996: Mighty Ducks – Das Powerteam (Mighty Ducks, Zeichentrickserie, 21 Folgen) … als Lord Dragaunus
- 1997: Die Schöne und das Biest – Weihnachtszauber (Beauty and the Beast: The Enchanted Christmas, Zeichentrickfilm) … als Orgel Forte
- 1997: Die Weihnachtsgeschichte (A Christmas Carol, Zeichentrickfilm) … als Ebenezer Scrooge
- 1999: Scooby-Doo und das Geheimnis der Hexe (Scooby-Doo and the Whitch’s Ghost, Zeichentrickfilm) … als Ben Ravencroft
- 2002: Die Abenteuer der Familie Stachelbeere (The Wild Thornberrys Movie, Zeichentrickfilm) … als Nigel Thornberry/Col. Radcliff Thornberry
- 2008: Fly Me to the Moon 3D (Fly Me to the Moon, Animationsfilm) … als Yegor
- 2009: Coco auf wilder Verfolgungsjagd (Curious George 2: Follow That Monkey!, Zeichentrickfilm) … als Piccadilly
- 2012: Ab ins Meer – Auf der Suche nach der verlorenen Perle: Kevins großes Abenteuer (Back to the Sea, Animationsfilm) … als Eric
- 2012–2013: Young Justice (Zeichentrickserie, 8 Folgen) … als G. Gordon Godfrey
- 2012–2014: Randy Cunningham: Der Ninja aus der 9. Klasse (Randy Cunningham: 9th Grade Ninja, Animationsserie, 19 Folgen) … als The Sorcerer
- 2013: Ben 10: Omniverse – Forever King Joseph Chadwick (Fernsehserie) – als Stage Manager
- 2013: Gingerclown … als Gingerclown
- 2013: Saving Santa – Ein Elf rettet Weihnachten (Video) – als Neville Baddington
- 2014: Prinz Ribbit (Ribbit, Animationsfilm) … als Terrence
- 2014: Bonta 3D – als Papa Qi
- 2014: Hinter der Gartenmauer (Over the Garden Wall, Fernsehminiserie) – als Tante Whispers

## Diskografie

### Alben
- 1978: Read My Lips
- 1979: Fearless
- 1981: Simplicity
- 1989: The Best of
- 2010: ...from the Vaults